# Metalimnobia quadrinotata
Metalimnobia quadrinotata là một loài ruồi trong họ Limoniidae. Chúng phân bố ở miền Cổ bắc.
- Tư liệu liên quan tới Metalimnobia quadrinotata tại Wikimedia Commons